# Lamontichthys llanero
Lamontichthys llanero és una espècie de peix d'aigua dolça de clima tropicalde la família dels loricàrids i de l'ordre dels siluriformes. Els adults poden assolir 20,2 cm de longitud total. Es troba a Sud-amèrica: riu Guanare Viejo (conca del riu Orinoco).